# Mary (Turkmenistán)
Mary es una ciudad de Turkmenistán, capital de la provincia homónima. En la antigüedad recibió diversos nombres, tales como Merv, Meru y Margiana.

## Demografía
Según estimación 2010 contaba con una población de 126 145 habitantes.

## Historia
Según la tradición hindú, Mary (Merv), es la cuna de los arios. La antigua ciudad de Merv se desarrolló como una ciudad oasis en la Ruta de la Seda. El matemático, astrónomo y poeta persa Omar Jayam construyó en ella su gran observatorio astronómico. Y durante el breve período comprendido entre 1145 y 1153 sobrepasó a Constantinopla como la mayor ciudad del mundo, con unos 200 000 habitantes. Sin embargo, fue destruida y su población aniquilada en el siglo XIII por los mongoles. Gracias a su ubicación en la Ruta de la Seda, revivió con el tiempo sólo para ser destruida en su mayor parte nuevamente en el siglo XIX por los asaltantes nómadas Teke. Edmund O'Donovan describió a Merv en 1882 como
...sólo una "expresión geográfica". Significa una cierta cantidad de territorio cultivado donde medio millón de tekke-turcomanos logran sobrevivir a duras penas mediante actividades pastorales, saqueos y robos, combinados con el servicio de caravanas entre Bujará y Mashhad. No hay ningún punto central al que puedas llamar Merv ahora, excepto el lugar que ha crecido desde mi llegada. Hablo de Koushid Khan Kala, un fuerte en un punto del río Murghab...
Fue ocupada por la Rusia Imperial en 1884, lo que provocó el incidente de Panjdeh entre Afganistán, las fuerzas británicas y el Ejército Imperial Ruso. El asentamiento moderno se fundó ese mismo año como un puesto administrativo y militar ruso.
Un destacamento del Ejército indio británico con ametralladoras, formado por cuarenta soldados panyabíes, bajo el mando de un oficial británico, resistió a los bolcheviques cerca de Merv en agosto de 1918, en lo que fue el primer enfrentamiento directo entre tropas británicas y rusas desde la Guerra de Crimea.

El área que rodea a Mary fue desarrollada por la Unión Soviética como un centro para la producción de algodón mediante el uso de riego extensivo. El artículo de la Gran Enciclopedia Soviética sobre Mary señala: 
Mary (hasta 1937 Merv), ciudad, centro del oblast de Mary de la República Socialista Soviética de Turkmenistán. Ubicado en el río Murghab y el canal Karakum. Cruce de líneas ferroviarias a Tashkent, Krasnovodsk y Kushka. 67 000 habitantes (en 1973; 8500 en 1897, 37 000 en 1939, 48 000 en 1959). Grandes plantas desengrasantes de lana, desmotadoras de algodón, fábricas de construcción de maquinaria; amalgama para la construcción de edificios; alimentación (amalgamas de molienda, panificación y envasado de carne, planta láctea, etc.), industria del cuero, producción de alfombras. Cerca de Mary comenzó a operar en 1973 la Central Eléctrica Estatal del Distrito de Mary. Facultades de medicina y pedagogía. Museo de historia de la revolución. Teatro dramático.
En 1968, se descubrieron enormes reservas de gas natural a 20 kilómetros al oeste de la ciudad en el campo de gas de Shatlyk.
Mary se convirtió en el centro de la Provincia de Mary el 18 de mayo de 1992, después del colapso de la Unión Soviética y la proclamación de independencia de Turkmenistán.
En la década de 2000 se construyeron muchas calles y nuevas zonas residenciales. Se construyó la nueva terminal del aeropuerto, al igual que un nuevo edificio para el Instituto Estatal de Ingeniería Eléctrica de Turkmenistán, un teatro, la nueva biblioteca, un nuevo museo histórico, el Palacio de la Espiritualidad (en turcomano: Ruhiýet Köşgi), el Hotel Margush, un centro de diagnóstico médico, el centro médico obstétrico-pediátrico Ene Mähri, la Mezquita Gurbanguly Hajji, un estadio, un complejo ecuestre, una piscina cubierta y una nueva estación de tren.
En 2012, la ciudad fue declarada una de las capitales culturales de la CEI.

## Economía
Mary es la cuarta ciudad más poblada de Turkmenistán, y un centro importante para las industrias del gas natural y el algodón, principales materias primas que exporta este país. También tiene interés comercial para el algodón, cereales, pieles y lana.

## Lugares de interés
- Museo regional.
- En las cercanías, restos de Merv. Se trata de una antigua ciudad islámica. De Merv deriva el nombre de la ciudad moderna de Mary.

## Ciudades hermanadas
- Estambul, Turquía
- Yeda, Arabia Saudí
- Samarcanda, Uzbekistán